# ゴモルテガ科
ゴモルテガ科（ゴモルテガか、学名: Gomortegaceae）はクスノキ目に分類される科の1つであり、1属1種、ゴモルテガ・ケウレ（Gomortega keule）のみを含む。本種は、チリのごく限られた地域にのみ分布する常緑高木である（図1）。葉は対生し、花は小さく、らせん状に配置した花被片と雄しべをもち、雌しべは合生心皮で子房下位、果実は核果。果実はジャムの原料に利用されることがある。

## 特徴
常緑高木であり、高さ15メートル (m) ほどになる（図1）。植物体は精油を含み、葉を揉むと芳香がする。茎の一次維管束は分断している。道管の穿孔は階段状、師管の色素体はP-type。二次成長を行い、二次師部は拡張放射組織を形成する。樹皮は灰色。節は1葉隙2葉跡性。葉は対生し、単葉、托葉を欠き、葉身は狭卵形、革質、全縁、腺点をもち、葉脈は羽状、気孔は平行型（図2a, b）。葉は多層表皮をもつ。
花は小型（直径4–5ミリメートル）で両性、白く、放射相称（図2a下）。花序は総状、腋生または頂生する（図2a）。花は早落性の2個の小さな苞をもつ。花被片は緑色で萼片と花弁の分化を示さず、螺生し（輪生的）、5–10枚、離生、内側に向かって小さくなる（図2a下）。雄しべは螺生（輪生的）し、7–13個、離生、外側の0–3個は花被片状の仮雄しべ、最内部の1–3個も仮雄しべ。雄しべの花糸はやや細く、花糸の基部には1対の付属体がある（図2a下）。葯は、外側の雄しべでは内向、内側の雄しべでは側向、2胞子嚢性、基部から先端側へ開く2つの弁で弁開し、花粉は無孔粒。雌しべは1個、合生心皮で2–3(–5)個の心皮からなり、1本の太い花柱をもち、子房下位（図2a下）、胚珠は各心皮に1(–2)個、頂生胎座、半倒生胚珠。果実は黄色い核果（図3）、ふつう1個の大きな種子を含む。種子は球形、内胚乳は脂質、2層に分化し、内層はデンプンも含み、胚は短いが分化しており、子葉は2枚。染色体数は 2n = 42。

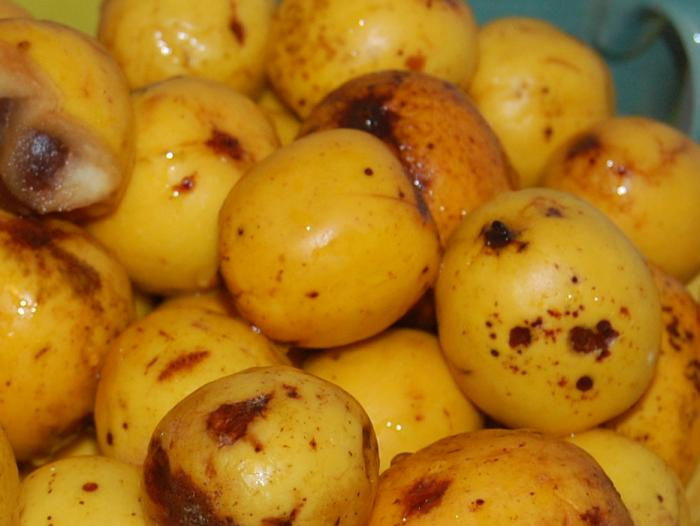
3. 果実

## 分布・生態

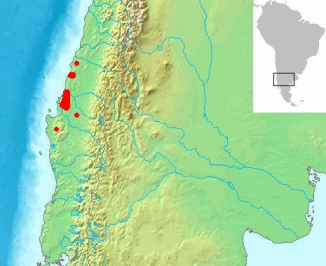
4. ゴモルテガ・ケウレの分布域（赤）

本科の唯一の種であるゴモルテガ・ケウレは、チリの太平洋側中央部（マウレ州からビオビオ州）、標高 10–700 m のごく限られた地域にのみ分布している（図4）。太平洋岸から数キロメートル以内にある湿った渓谷の森林に生育する。Aextoxicon punctatum（アエクストキシコン科）や Nothofagus dombeyi、N. glauca、N. obliqua（ナンキョクブナ科）などと共存することが多い。
花は雌性先熟である。仮雄しべの花糸付属体（蜜腺）から分泌される蜜が報酬となり、さまざまな昆虫が訪花するが、特にハナアブ類が最も重要な送紛者であることが報告されている。

## 保全状況評価
生息地の破壊により、分布域は極めて分断化されている。分布面積は合計でも 300 km2 ほどであり、およそ22個の集団が認識されているが、その多くは100個体以下の小さな集団である。合計でも成木は1,000本程度と推定されている。発芽率が低く、分布拡大能が低い。また、植林されたマツやユーカリの侵入によって、悪影響を受けている。1995年に天然記念物に指定されたが、国の保護を受けているのは Reserva Nacional Los Ruiles と Reserva Nacional Los Queules の2つの国立保護区のみである。国際自然保護連合（IUCN）のレッドリストでは、絶滅危惧種 (EN) に指定されている。

## 人間との関わり
自生地では、果実（図3）がジャムの原料に利用されることがある。個体数が多かった時代には、耐久性がある材は建築に利用され、また燃料にも用いられていた。

## 分類
ゴモルテガ属は18世紀に記載され、19世紀には独立のゴモルテガ科として扱うことが提唱された（表1）。ゴモルテガ科は、古典的な分類体系である新エングラー体系ではモクレン目に分類され、その後のクロンキスト体系ではクスノキ科を含むいくつかの科とともにクスノキ目にまとめることが提唱された。20世紀末以降の分子系統学的研究からもゴモルテガ科はクスノキ科などに近縁であることが支持され、APG分類体系ではクスノキ目に分類されている。クスノキ目の中では、ゴモルテガ科はアテロスペルマ科の姉妹群であることが示されており、さらにこの2科からなる系統群はシパルナ科の姉妹群であると考えられている。ゴモルテガ科は、中生代のゴンドワナ大陸に分布していたゴンドワナ植物相の生き残りとされることがある。
表1. ゴモルテガ科の種までの分類体系
- ゴモルテガ科[5][10][15] Gomortegaceae Reiche (1896) nom. cons.[2]
  - ゴモルテガ属 Gomortega Ruiz & Pav. (1794)[16]
シノニム: Adenostemum Pers. (1805); Keulia Molina (1810)[16]
    - ゴモルテガ・ケウレ[5] Gomortega keule (Molina) Baill. (1972)[17]
シノニム: Lucuma keule Molina (1782); Adenostemum nitidum (Ruiz & Pav.) Pers. (1805); Gomortega nitida Ruiz & Pav. (1821); Keulia chilensis Molina (1810)[17]